# Pedro Mendiondo
Pedro Mendiondo Gómez (La Habana, 13 de agosto de 1945 - 26 de agosto de 2013) fue un general de división cubano, Jefe de la Defensa Antiaérea y Fuerza Aérea de Cuba.
Tras cursar dos años de estudios como miliciano, fue jefe de compañía del Batallón para la Defensa Popular durante la crisis de los misiles de 1962. En 1963 ingresó en las Fuerzas Armadas Revolucionarias de Cuba (FAR). Además de en las FAR, cursó estudios militares en la Unión Soviética.  Realizó acciones de combate en la guerra de Angola (1982 y 1989) y fue nombrado Jefe de Defensa Antiaérea y de la Fuerza Aérea de Cuba en el año 2000. Al año siguiente ascendió a general de brigada y en 2006 al grado de general de división. Falleció en accidente de automóvil.